# Scandium(III)-hydroxid
Scandium(III)-hydroxid ist eine anorganische chemische Verbindung des Scandiums aus der Gruppe der Hydroxide.

## Gewinnung und Darstellung
Scandium(III)-hydroxid-Hydrate können durch Reaktion von Scandiumnitrat mit Ammoniumhydroxid gewonnen werden. Das Anhydrat ist instabil bei Raumtemperatur und wandelt sich in Scandiumoxyhydroxid ScO(OH)4 um. Es fällt auch bei Zugabe von Ammoniak oder Alkalilauge zu wässrigen Scandiumsalzlösungen aus.

## Eigenschaften
Scandium(III)-hydroxid ist ein farbloser Feststoff. Es kristallisiert in der kubisch paramorphen Hemiedrie mit der Raumgruppe Im3 (Raumgruppen-Nr. 204). In der Elementarzelle mit der Gitterkonstanten aw = 7,882±5 Å befinden sich 8 Moleküle. Auf Grund einer besonderen Sekundärstruktur erscheint der Kristall pseudoholoedrisch.
Scandium(III)-hydroxid ist schwächer amphoter als Aluminiumhydroxid und eine schwache Base.